# Redding (Iowa)
Redding és una població dels Estats Units a l'estat d'Iowa. Segons el cens del 2000 tenia 78 habitants.

## Demografia
Segons el cens del 2000, Redding tenia 78 habitants, 35 habitatges, i 24 famílies. La densitat de població era de 30,1 habitants/km².
Dels 35 habitatges en un 20% hi vivien nens de menys de 18 anys, en un 60% hi vivien parelles casades, en un 2,9% dones solteres, i en un 31,4% no eren unitats familiars. En el 25,7% dels habitatges hi vivien persones soles el 14,3% de les quals corresponia a persones de 65 anys o més que vivien soles. El nombre mitjà de persones vivint en cada habitatge era de 2,23 i el nombre mitjà de persones que vivien en cada família era de 2,71.
Per edats la població es repartia de la següent manera: un 17,9% tenia menys de 18 anys, un 3,8% entre 18 i 24, un 24,4% entre 25 i 44, un 34,6% de 45 a 60 i un 19,2% 65 anys o més.
L'edat mediana era de 47 anys. Per cada 100 dones de 18 o més anys hi havia 113,3 homes.
La renda mediana per habitatge era de 13.750 $ i la renda mediana per família de 36.250 $. Els homes tenien una renda mediana de 24.375 $ mentre que les dones 23.750 $. La renda per capita de la població era de 10.144 $. Entorn del 22,2% de les famílies i el 30,2% de la població estaven per davall del llindar de pobresa.

## Poblacions més properes
El següent diagrama mostra les poblacions més properes.